# Moderato Wisintainer
Moderato Wisintainer, även känd som Moderato, född den 14 juli 1902 och död den 31 januari 1986, var en brasiliansk fotbollsspelare.

## Klubbkarriär
Moderato debuterade för SS Palestra Italia 1921, men flyttade redan 1923 till Rio de Janeiro och  CR Flamengo. Där blev han sedan kvar i sju år. 1931 bytte han till Guarany FC där han avslutade karriären.

## Landslagskarriär
Moderato debuterade för det brasilianska landslaget 1925. Han var en av spelarna som deltog i det första världsmästerskapet i fotboll 1930 i Uruguay. Han gjorde där två av målen i Brasiliens seger över Bolivia. Brasilien åkte dock ut redan i gruppspelet efter att slutat tvåa efter Jugoslavien.